# Президентські вибори у США 1816
Президентські вибори в США 1816 року проводилися після закінчення Наполеонівських війн. Опозиційна федералістська партія перебувала на межі колапсу, тому представник Демократично-республіканської партії державний секретар Джеймс Монро розглядався багатьма як логічний кандидат після двох термінів президента Медісона. Він переміг на виборах з величезною перевагою.

## Вибори

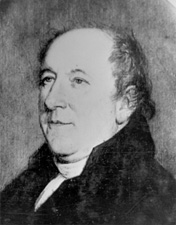
Руфус Кінг, сенатор від Нью-Йорка, претендент від Федералістської партії

### Результати

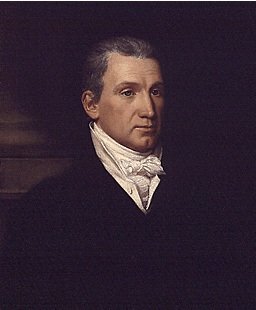
Джеймс Монро став п'ятим президентом США після виборів 1816 року.

| Кандидат     | Партія                              | Виборці   | Виборці  | Виборники |
| Кандидат     | Партія                              | Кількість | %        | Виборники |
| ------------ | ----------------------------------- | --------- | -------- | --------- |
| Джеймс Монро | Демократично-республіканська партія | 76.592    | 68,2 %   | 183       |
| Руфус Кінг   | Федералістська партія               | 34.740    | 30,9 %   | 34        |
| Усього       | Усього                              | 111.332   | 99,1 % * | 217       |